# カラカシュ駅
カラカシュ駅（中国語: 墨玉站、ウイグル語: قاراقاش بېكىتى）は中華人民共和国新疆ウイグル自治区ホータン地区墨玉県に位置する中国国鉄喀和線の駅。ウルムチ鉄路局が運営している。

## 沿革
- 2011年6月20日：開業[1]。

## 隣の駅
中国鉄路総公司
喀和線
崑玉駅 - カラカシュ駅 - ホータン駅